# Michele Miani
Michele Miani (Visignano, ottobre 1888 – Trieste, settembre 1980) è stato un politico italiano.

## Biografia
Nato a Visignano nel 1888, fratello maggiore di Ercole Miani, si avvicinò in gioventù alle idee repubblicane mazziniane, subendo le persecuzioni dell'impero austro-ungarico. Fu membro della massoneria. Nazionaldemoratico e irredentista filo-socialista, si rifugiò in Italia nel 1914 allo scoppio della prima guerra mondiale e su nomina del Comando supremo fu commissario del comune di Caporetto dal giugno 1915 all'ottobre 1917.
Stabilitosi a Trieste, dove svolse la professione di avvocato, aderì inizialmente alla Democrazia Sociale Irredenta e in seguito al Partito Repubblicano Italiano, ricoprendo anche la carica di segretario provinciale. Negli anni trenta prese parte al movimento giuliano di Giustizia e Libertà, ma venne arrestato e incarcerato dalla polizia fascista. Perseguitato negli anni del fascismo, aderì al Partito d'Azione, partito del quale fu tra i principali organizzatori nella Venezia Giulia insieme al fratello Ercole, ed entrò a fare parte del Comitato di Liberazione Nazionale.
Nel 1945 venne imprigionato dall'Esercito popolare di liberazione jugoslavo e poi liberato dal Comando anglo-americano, che lo designò sindaco di Trieste (presidente del comune), poi riconfermato nel 1947 dopo la nascita del Territorio Libero di Trieste. Nel 1949 fu sostituito alla guida dell'amministrazione comunale da Gianni Bartoli.
Morì nel 1980 pochi giorni prima di compiere novantadue anni.